# Fator sigma
O fator sigma (também de chamado de subunidade sigma) é essencial para a transcrição em procariotos já que essa subunidade reconhece regiões promotoras.
O fator sigma se junta à RNA polimerase (formando a holoenzima RNA polimerase) para ocorrer a transcrição (formação da fita de RNA mensageiro). 
Após a junção do fator sigma à RNA polimerase, a holoenzima se colide com o DNA e é justamente o fator sigma que é responsável por se ligar à região promotora (-35 ou -10 em procariotos) do DNA para realizar a iniciação do transcrito.  Se essa ligação entre holoenzima e DNA não for forte o suficiente, significa que a holoenzima não está na região promotora e então o fator sigma se colide novamente até achar o promotor para início da transcrição. 
Com a ligação do fator sigma à região promotora de forma correta, a transcrição pode ser iniciada. Dessa forma, existe uma subfase dentro da fase de iniciação que se chama abortiva; caso não haja adição de mais de 10 nucleotídeos, o transcrito de RNAmensageiro é abortado, mas caso haja a adição dos mais de 10 nucleotídeos o transcrito de mRNA pode seguir para a fase de alongamento. A partir desse momento, o fator sigma se solta da RNA polimerase e ela prossegue sem o fator, alongando a fita de mRNA.